# Challenger de Mouilleron-le-Captif 2021
El torneo Internationaux de Tennis de Vendée 2021 fue un torneo de tenis perteneciente al ATP Challenger Tour 2021 en la categoría Challenger 90. Se trató de la 8.ª edición; el torneo tuvo lugar en la ciudad de Mouilleron-le-Captif (Francia), desde el 04 hasta el 10 de octubre de 2021 sobre pista dura bajo techo.

## Jugadores participantes del cuadro de individuales
| Favorito | País                       | Jugador               | Rank1 | Posición en el torneo |
| -------- | -------------------------- | --------------------- | ----- | --------------------- |
| 1        | Bandera de Francia         | Benjamin Bonzi        | 64    | Primera ronda         |
| 2        | Bandera de República Checa | Jiří Veselý           | 86    | CAMPEÓN               |
| 3        | Bandera de Alemania        | Peter Gojowczyk       | 87    | Primera ronda         |
| 4        | Bandera de Italia          | Andreas Seppi         | 95    | Semifinales           |
| 5        | Bandera de Francia         | Gilles Simon          | 99    | Primera ronda, retiro |
| 6        | Bandera de Francia         | Pierre-Hugues Herbert | 100   | Cuartos de final      |
| 7        | Bandera de Lituania        | Ričardas Berankis     | 106   | Segunda ronda         |
| 8        | Bandera de Eslovaquia      | Norbert Gombos        | 114   | FINAL                 |

- 1 Se ha tomado en cuenta el ranking del 27 de septiembre de 2021.

### Otros participantes
Los siguientes jugadores recibieron una invitación (wild card), por lo tanto ingresan directamente al cuadro principal (WC):
- Arthur Fils
- Kyrian Jacquet
- Harold Mayot

Los siguientes jugadores ingresan al cuadro principal tras disputar el cuadro clasificatorio (Q):
- Zizou Bergs
- Titouan Droguet
- Evgeny Karlovskiy
- Mats Rosenkranz

## Campeones

### Individual Masculino
- Jiří Veselý derrotó en la final a  Norbert Gombos, 6–4, 6–4

### Dobles Masculino
- Jonathan Eysseric /  Quentin Halys derrotaron en la final a  David Pel /  Aisam-ul-Haq Qureshi, 4–6, 7–6(5), [10–8]